# Bouteille (Olne)
Pour les articles homonymes, voir Bouteille (homonymie).
Bouteille appelé aussi La Bouteille est un hameau de la commune d'Olne, dans la province de Liège (Région wallonne de Belgique). Le hameau constitue une unique longue rue, appelée 'rue Bouteille', quittant le village d'Olne (Nord-Est) en direction de Xhendelesse. 

## Situation et description
Dans un environnement de prairies bordées de haies, ce hameau du Pays de Herve occupe le point le plus haut de la commune d'Olne à une altitude de 270 m. Il se trouve entre les villages d'Olne et Xhendelesse (commune de Herve). Quatre rues (Bouteille, voie de l'Octroi, route du Château d'Eau et route de la Péri) se rejoignent à l'extrémité septentrionale du hameau.

## Activités
Les terrains de football de la Royale Jeunesse Sportive Olnoise se trouvent à la sortie du hameau en direction d'Olne.